# Терусо (Ђенова)
Терусо је насеље у Италији у округу Ђенова, региону Лигурија.
Према процени из 2011. у насељу је живело 106 становника. Насеље се налази на надморској висини од 519 м.